# Palabirabrot
Il Palabirabrot (nel dialetto locale, Pane di pere pala) è un pane tipico dell'alta val Venosta, che prende il nome dall'utilizzo, nell'impasto, della pera Pala, varietà endemica della zona.
Il pane è a base di farina di segale, con aggiunta di pezzi di pera pala essiccata e uva sultanina. Ha forma ovale appiattita e bassa, con un peso tipicamente di circa 300 g.
È riconosciuto quale prodotto agroalimentare tradizionale.